# Bitwa pod Combapata

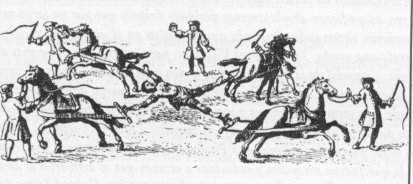
Egzekucja Tupaca Amaru

Bitwa pod Combapata – starcie zbrojne, które miało miejsce 5 kwietnia 1781 pomiędzy wojskami Indian i Hiszpanów w trakcie powstania Tupaca Amaru II (1780–1783).
Po przegranej bitwie pod Pucacasa Tupac Amaru starał się podjąć rokowania z marszałkiem Jose del Valle na temat kapitulacji i amnestii dla uczestników powstania. Del Valle odrzucił jednak tę propozycję, dążąc do decydującej bitwy. W kwietniu 1781 r. obie armie spotkały się niedaleko miasteczka Combapata, położonego w widłach rzek Vilcanota i Combapata, kilka kilometrów od miasta Tinta. Armia hiszpańska liczyła 16 tys. ludzi, powstańcy dysponowali siłami 10 tys. Indian.
W rejonie Combapaty Hiszpanie dzięki relacji jednego z dezerterów indiańskich poznali dokładne pozycje wojsk powstańczych na pobliskim wzgórzu. Wieczorem 5 kwietnia część sił hiszpańskich obeszła pozycje przeciwnika i wyszła na jego tyły. Tymczasem Del Valle, na czele kilkuset weteranów hiszpańskich i sprzymierzonych wojowników indiańskich, zaatakował z frontu. Atak hiszpański został odparty przez powstańców, którzy przeszli do kontrnatarcia w dół zbocza. Jose del Valle uporządkował jednak szyki, powstrzymując atak Indian. W tym momencie doszło do krwawej bitwy, prowadzonej w całkowitych ciemnościach. Dzięki sile artylerii i broni palnej, Hiszpanie odnieśli całkowite zwycięstwo. Resztki armii powstańczej wycofały się na południe. Tupac Amaru II wraz z żoną i dziećmi zbiegli na południe przeprawiając się przez rzekę. Zginęło około 1 tys. powstańców, a wielu dostało się do niewoli.
Po bitwie Hiszpanie wkroczyli do Tinty, gdzie powiesili 60 indiańskich jeńców, a ich głowy wystawiono na widok publiczny w mieście. Nazajutrz, 6 kwietnia na skutek zdrady Tupac Amaru został pojmany przez jednego z dowódców metyskich Francisca Santa Cruz i przekazany Hiszpanom. Wraz z Inką w ręce Hiszpanów wpadło 40 jego dowódców. Po trwającym miesiąc procesie Tupac skazany został na karę śmierci. 18 maja Inka, członkowie jego rodziny i uczestnicy powstania zostali straceni w Cuzco. Wielu ludzi skazano na więzienie.